# NGC 6027E
NGC 6027E je skupina zvijezda koje su plimni rep (eng. tidal tail, fra. queue de marée), dio plina i međuzvjedane prašine galaktike NGC 6027 u zviježđu Zmiji. Nekad NGC 6027E klasificiraju kao lećastu galaktiku (S0).
Dio je Seyfertova seksteta, kompaktne galaktičke skupine. NGC 6027E je rezultat međudjelovanja NGC 6027 s ostalim galaktikama iz ovog seksteta.

## Vanjske poveznice
- (engl.) SEDS: NGC 6027
- (engl.) Hartmut Frommert: Revidirani Novi opći katalog
- (engl.) Izvangalaktička baza podataka NASA-e i IPAC-a
- (engl.) Astronomska baza podataka SIMBAD
- (engl.) VizieR
- (engl.) Auke Slotegraaf: NGC 6027 Deep Sky Observer's Companion
- (engl.) NGC 6027  Arhivirana inačica izvorne stranice od 29. prosinca 2015. (Wayback Machine) DSO-tražilica
- (engl.) Courtney Seligman: Objekti Novog općeg kataloga: NGC 6000 - 6049